# Конотоп (Дравський повіт)
Конотоп (пол. Konotop, нім. Köhntöpf) — село в Польщі, у гміні Дравсько-Поморське Дравського повіту Західнопоморського воєводства.
Населення — 240 осіб (2011).
У 1975-1998 роках село належало до Кошалінського воєводства.

## Демографія
Демографічна структура станом на 31 березня 2011 року:
|          | Загалом | Допрацездатний вік | Працездатний вік | Постпрацездатний вік |
| -------- | ------- | ------------------ | ---------------- | -------------------- |
| Чоловіки | 115     | 30                 | 82               | 3                    |
| Жінки    | 125     | 27                 | 81               | 17                   |
| Разом    | 240     | 57                 | 163              | 20                   |